# U progu tajemnicy
U progu tajemnicy – pierwsza część komiksu z serii Tajemnica złotej maczety autorstwa Władysława Krupki (scenariusz) i Jerzego Wróblewskiego (rysunki).

## Fabuła komiksu
Dwaj bracia Michał i Maciej Wiśniewscy przeprowadzają się wraz z rodzicami z Gdyni do miejscowości Czarnkowo. Podczas wprowadzania się do nowego bloku poznają kolegę Wacka. Po kilku dniach wybierają się z nim na zwiedzanie miejscowego muzeum historycznego, które mieści się w zamku na wzgórzu. Podczas zwiedzania zatrzymują się przed tzw. "gablota pana Witolda" i Maciek opowiada o właścicielu wystawionych pamiątek - panu Witoldzie, który podczas drugiej wojny światowej był pilotem na wielu frontach. Zwraca uwagę również na miejsce po najcenniejszej pamiątce - złotej maczecie, która została skradziona przed rokiem. Chłopcy umawiają się, iż kiedyś odwiedza pana Witolda by posłuchać wojennych historii. Na koniec Maciek opowiada o rzekomym tajemniczym podziemnym przejściu łączącym zamek z wieżą na wzgórzu. Po kilku dniach chłopcy w trójkę udają się do pana Witolda. Pan Witold rozpoczyna opowieść o swoich wojennych przygodach. Rozpoczyna od roku 1938 kiedy to skończył szkołę pilotów w Dęblinie i rozpoczął służbę na samolocie "Łoś"

## Nakład i wydania
- wydanie  I 1985 - "Sport i Turystyka", nakład: 200 300 egzemplarzy
- wydanie II 1989 - "Sport i Turystyka", nakład: 100 250 egzemplarzy